# A-14 (Spanje)
De autovía A-14 of Autovía de la Ribagorza (Catalaans: Autovia de la Ribagorça) is een weg in aanleg in Spanje. Deze weg zal Lleida verbinden met Frankrijk. De A-14 zal een alternatief voor de Spaanse AP-7 en de Franse A-9 zijn en loopt door de centrale Pyreneeën.